# Heeze-Leende
Heeze-Leende (en brabanzón, Héésj-Lint) es un municipio de la provincia de Brabante Septentrional en los Países Bajos, encuadrado en el área metropolitana de Eindhoven. El 30 de abril de 2017 contaba con una población de 15.724 habitantes, sobre una superficie de 105,04 km², de los que 1,04 km² corresponden a la superficie cubierta por el agua, con una densidad de 151 h/km².  
El municipio se creó con la reorganización municipal de Brabante Septentrional de 1997 por la fusión de Heeze y Leende además de Sterksel, un pueblo que hasta entonces pertenecía al municipio de Maarheeze. Sus núcleos de población son: Bosschenhoofd, Hoeven, Oud Gastel, Oudenbosch (donde radica el ayuntamiento) y Stampersgat. Los núcleos de población que lo forman son Bruggerhuizen, Euvelwegen, Heeze (donde se localiza el ayuntamiento), Heezerenbosch, Kerkhof, Kreijl, Leende, Leenderstrijp, Oosterik, Rul, Sterksel, Ginderover, Strabrecht y Ven.
El municipio cuenta con ricos espacios naturales de interés turístico y un festival cultural de nueve días en el mes de agosto, el Brabantsedag.

## Galería de imágenes

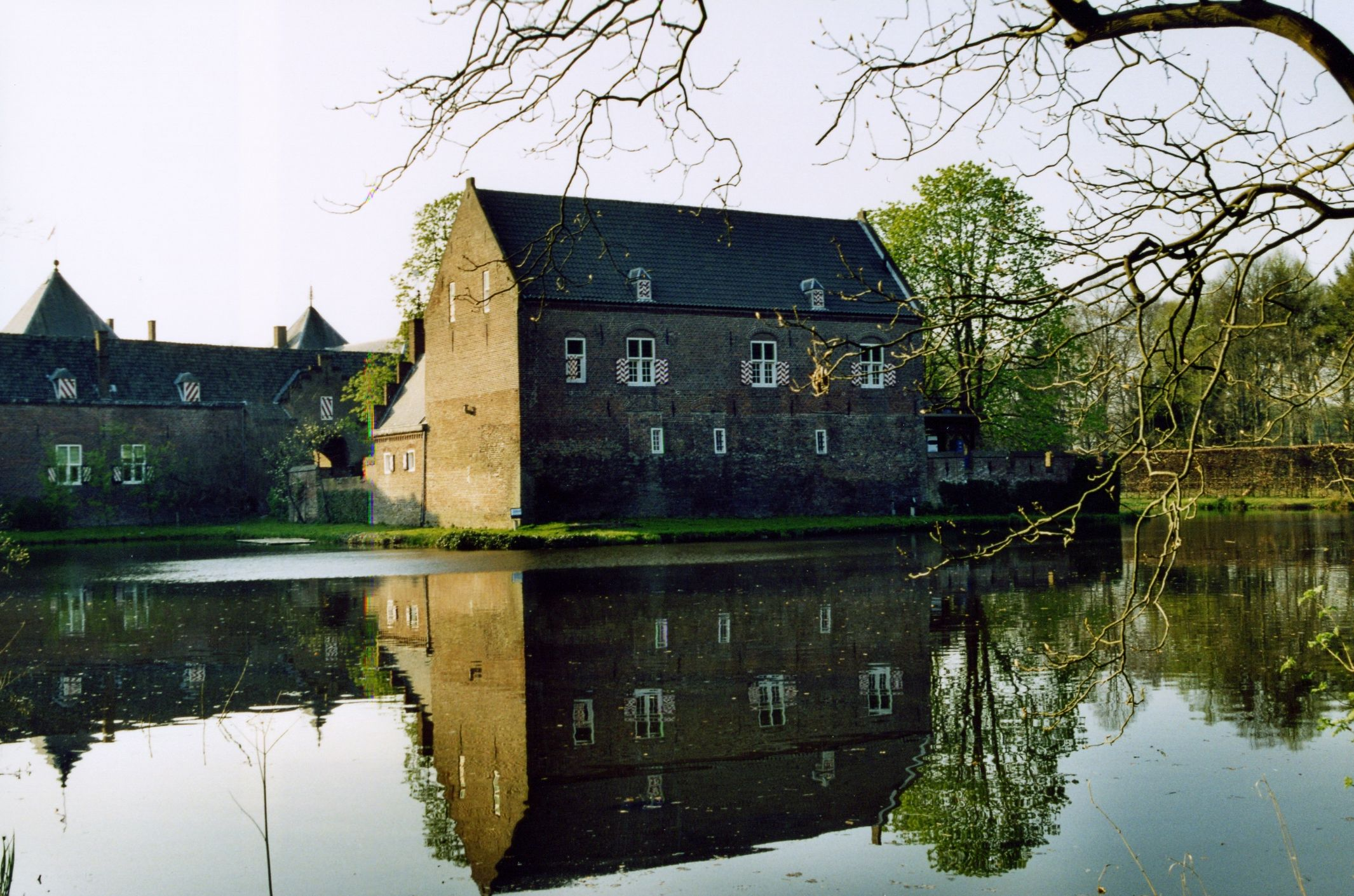
Castillo Viejo de Eymerick, muy dañado ya en 1640 cuando el señor de Heeze-Leende decidió construir un nuevo castillo.
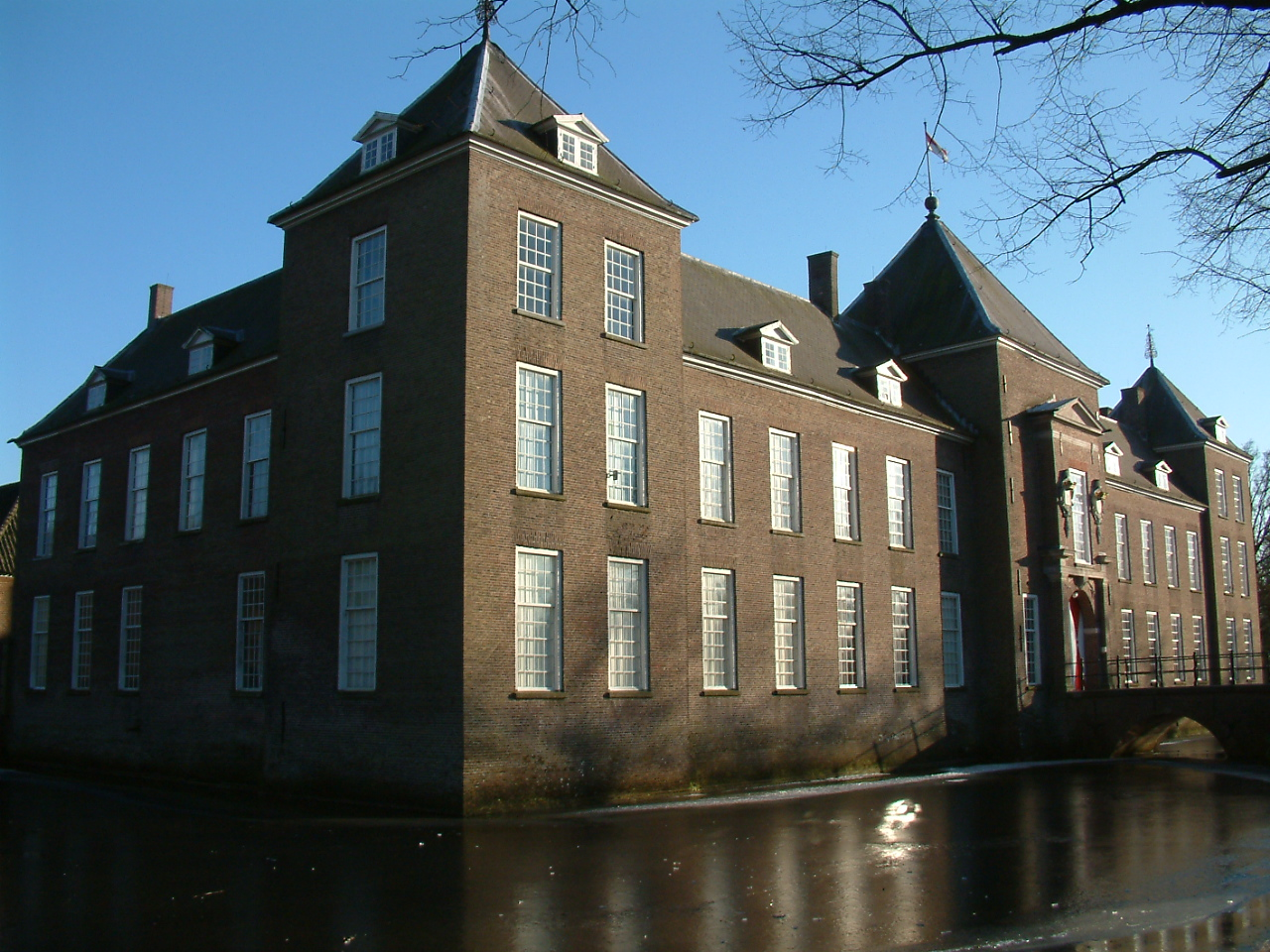
Castillo Heeze. Su construcción comenzó en 1659 bajo la dirección del arquitecto Pieter Post. A finales del siglo XVIII fue propiedad del barón d'Holbach
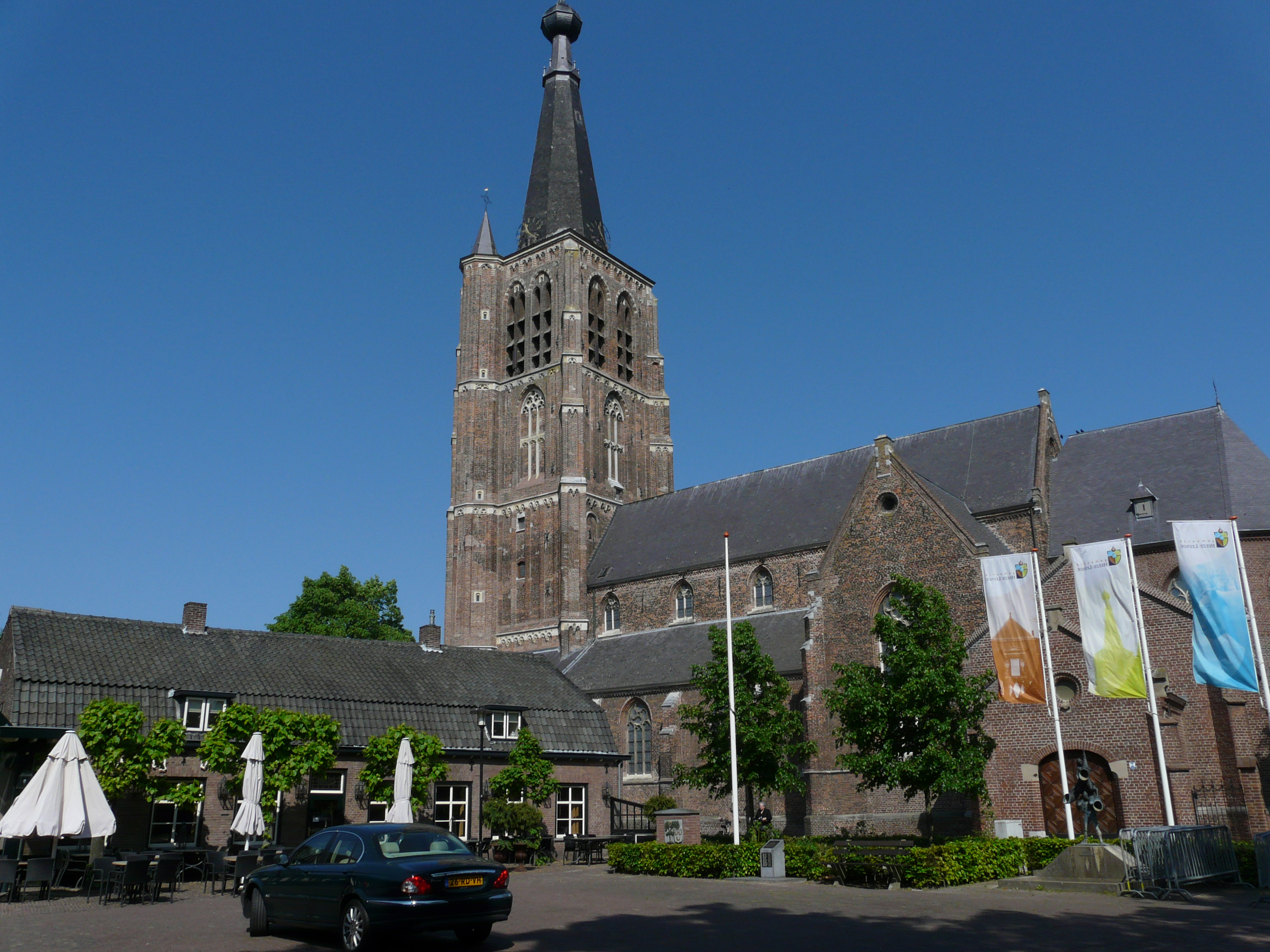
Leende: iglesia de San Pedro ad Vincula, fundada en 1285, con añdidos y restauraciones en estilo tardogótico.
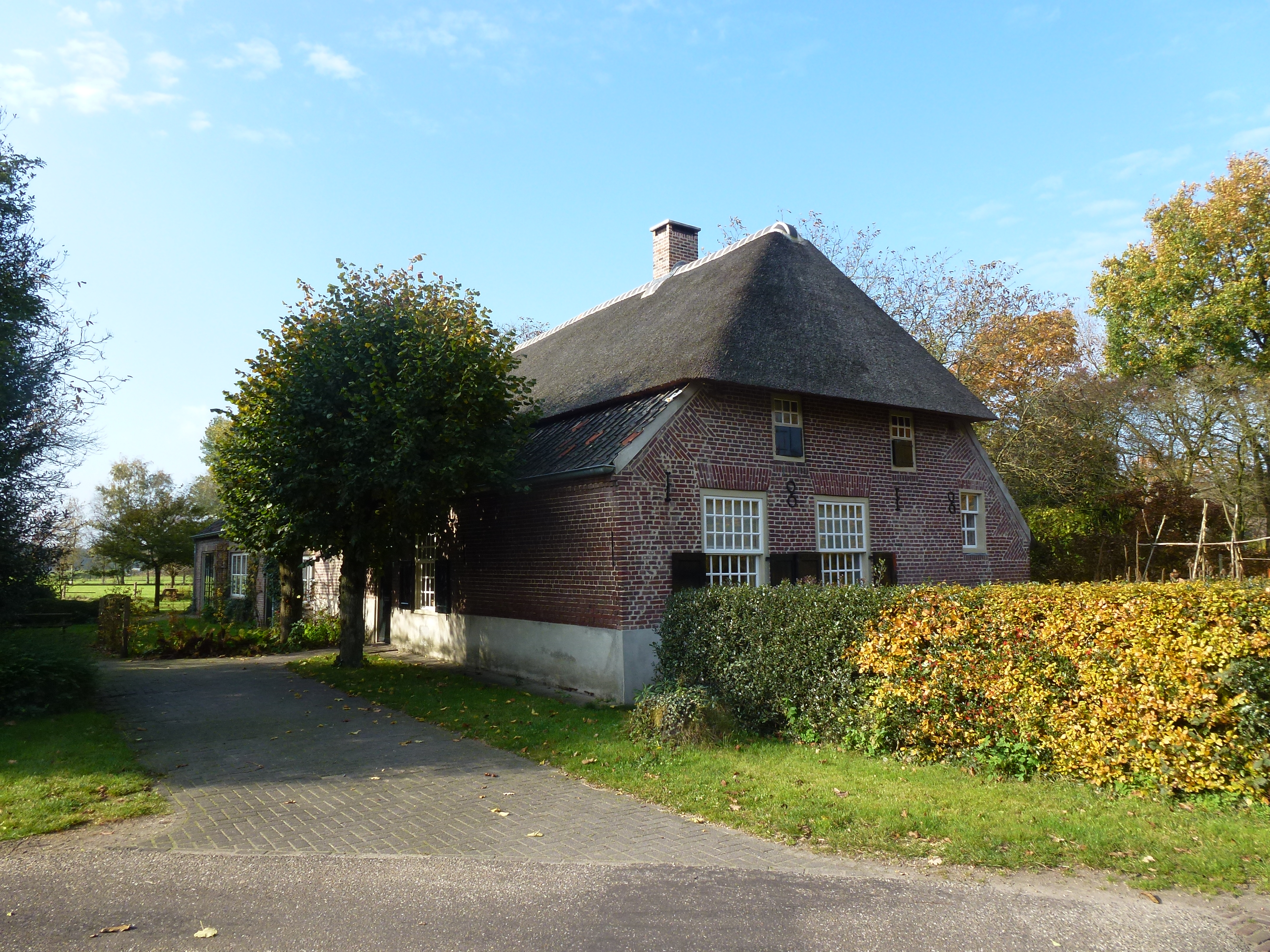
Granja característica en Leenderstrijp
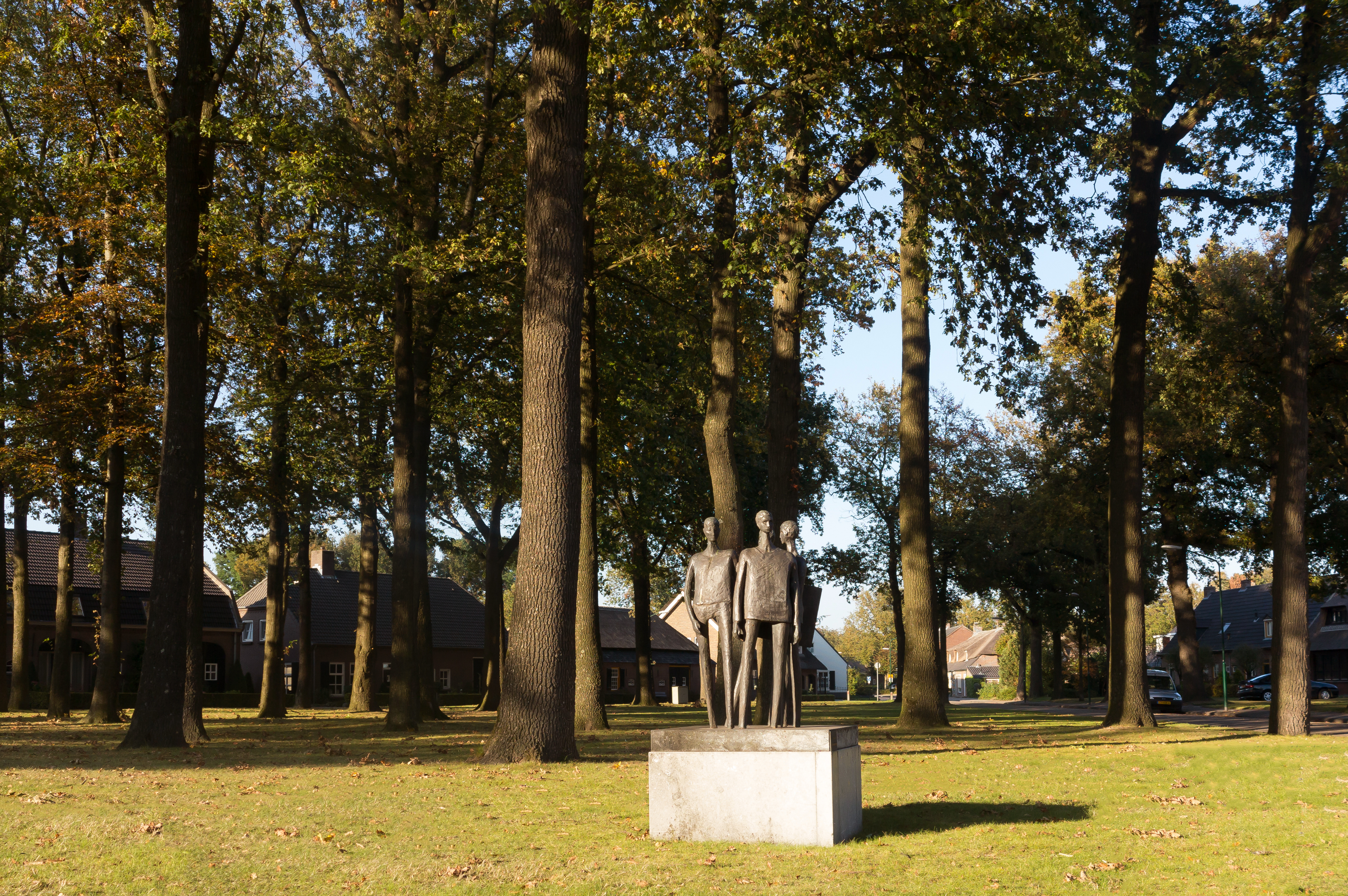
Heeze, la escultura del radio teatro 'heer en meester'
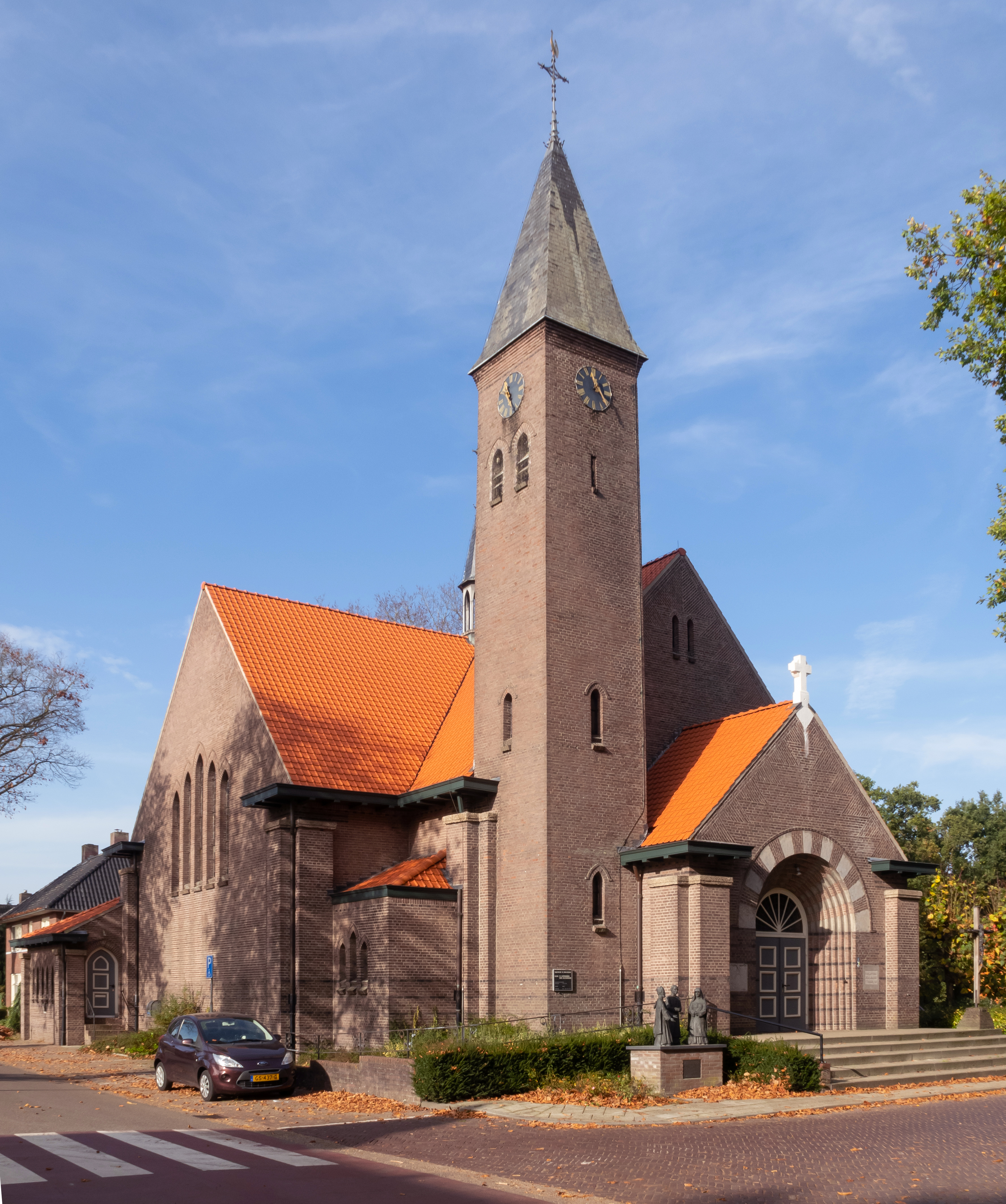
Sterksel, la iglesia: la Sint-Catharinakerk